# Federación de Asociaciones Sindicales
Die Federación de Asociaciones Sindicales (spanisch für: Bund der Gewerkschaften) ist ein spanischer Gewerkschaftsbund mit etwa 40.000 Mitgliedern. Sie gehört zu den spanischen Gewerkschaftsbünden, die sich wie der deutsche Christliche Gewerkschaftsbund keinem politischen Lager zurechnen.